# Proteina per il trasferimento degli esteri del colesterolo
La proteina di trasferimento degli esteri del colesterolo (CETP), chiamata anche proteina di trasferimento dei lipidi plasmatici, è una proteina plasmatica che facilita il trasporto degli esteri del colesterolo e dei trigliceridi tra le lipoproteine. Raccoglie i trigliceridi da VLDL o chilomicroni e li scambia con esteri del colesterolo provenienti dalle lipoproteine ad alta densità (HDL) e viceversa.

## Genetica
Il gene CETP si trova sul sedicesimo cromosoma (16q21).

## Ripiegamento proteico
La struttura cristallina della CETP è quella di un dimero a due domini "Tubular Lipid" (TULIP). Ogni dominio è costituito da un nucleo di 6 elementi: 4 foglietti beta che formano una super-elica estesa; 2 elementi fiancheggianti che tendono ad includere qualche alfa elica. I fogli avvolgono le eliche per produrre un cilindro 6 x 2,5 x 2,5 nm. La CETP contiene due di questi domini che interagiscono testa-testa tramite un'interfaccia composta da 6 fogli beta, 3 da ciascun protomero. La stessa piega è condivisa dalle proteine che inducono la permeabilità batterica (esempi: BPIFP1 BPIFP2 BPIFA3 e BPIFB4), dalla proteina di trasferimento dei fosfolipidi (PLTP) e dalla proteina dell'epitelio del palato lungo del polmone e dell'epitelio nasale (L-PLUNC). La piega è simile ai domini SMP intracellulari, e ha avuto origine nei batteri. La struttura cristallina della CETP è stata ottenuta con inibitori del CETP legati. Tuttavia, questo non ha risolto il dubbio se la CETP funzioni come tubo lipidico o navetta.

## Patologie ad essa correlate
Mutazioni rare che portano a una ridotta funzione della CETP sono state correlate ad una accentuata aterosclerosi. Al contrario, un polimorfismo (I405V) del gene CETP che porta a livelli sierici più bassi è stato anche collegato a un'eccezionale longevità e alla risposta metabolica all'intervento nutrizionale. Tuttavia, questa mutazione aumenta anche la prevalenza della malattia coronarica nei pazienti con ipertrigliceridemia. La mutazione D442G, che abbassa i livelli di CETP e aumenta i livelli di HDL, aumenta anche la malattia coronarica.

## Farmacologia
Poiché le HDL possono ridurre l'aterosclerosi,  ed altre malattie cardiovascolari (alcuni stati patologici come la sindrome metabolica presentano una bassa percentuale di HDL), l'inibizione farmacologica della CETP è in fase di studio come metodo per migliorare i livelli di HDL. Nello specifico, in uno studio del 2004, è stato dimostrato che il piccolo agente molecolare torcetrapib aumenta i livelli di HDL e riduce le LDL quando somministrato in concomitanza con una statina. Gli studi sugli endpoint cardiovascolari tuttavia sono stati in gran parte deludenti. Sebbene abbiano confermato il cambiamento dei livelli lipidici, la maggior parte ha riportato un aumento della pressione sanguigna, nessun cambiamento nell'aterosclerosi, e in uno studio sulla combinazione di torcetrapib e atorvastatina è stato registrato un aumento degli eventi cardiovascolari e della mortalità.